# Tomba di Minosse

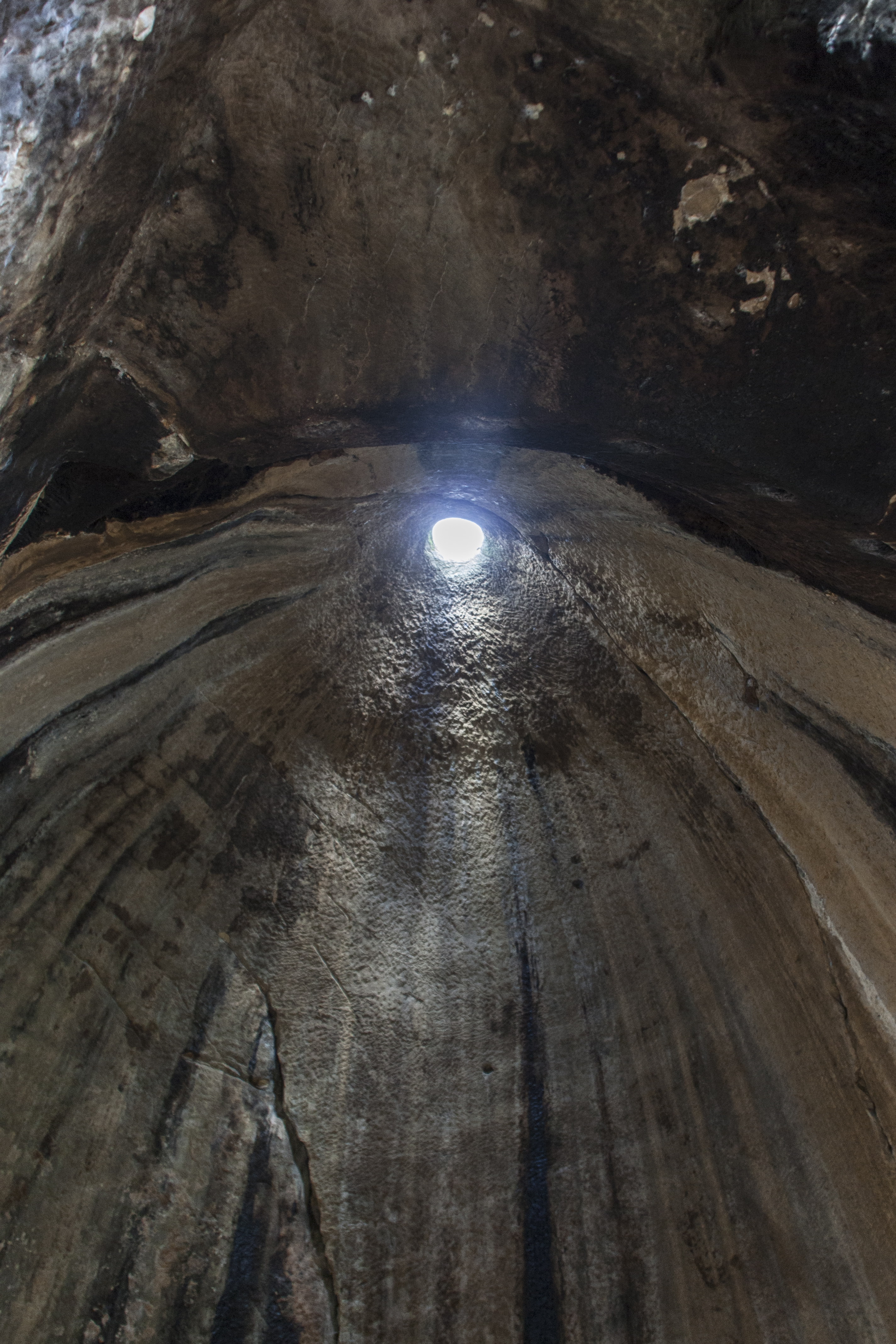
Il tetto della presunta tomba di Minosse presso le Grotte della Gurfa in Sicilia

La tomba di Minosse sarebbe stato il luogo di sepoltura del re cretese Minosse, morto in Sicilia secondo il racconto di Diodoro Siculo.

## Mito
Secondo quanto riportato nelle opere storiografiche di alcuni autori antichi, Minosse morì per mano delle figlie di Cocalo, a Camico, ove giunse per catturare Dedalo, fuggito da Creta. Dopo la sua morte, le sue ossa furono consegnate ai cretesi giunti in Sicilia al suo seguito, che edificarono la tomba nel territorio della futura Akragas:
(Diodoro Siculo, Bibliotheca historica, IV,79,3)

## Localizzazione
Lo studioso Danilo Caruso ubica "il tempio di Afrodite / sepolcro di Minosse" a Colle Madore, sito archeologico sicano situato a circa 1,5 km da Lercara Friddi. Uno studio posteriore lo identifica, invece, con le Grotte della Gurfa presso Alia.
Secondo le ricerche e gli studi condotti dall'archeologa Rosamaria Rita Lombardo, la tomba/tempio del re cretese Minosse potrebbe trovarsi nell’agrigentino, indidentificandosi con il Monte Guastanella, rilievo posto tra Raffadali e Santa Elisabetta, nell'agrigentino, ove sarebbe collocabile anche l’antica città di Camico.

### Fonti primarie
- Diodoro Siculo, Bibliotheca historica,